# Хвостенко, Василий Вениаминович
Васи́лий Вениами́нович Хвосте́нко (15 [27] августа 1896, слобода Борисовка, Курская губерния — 1960, Москва) — советский художник, член «Ассоциации художников революционной России» (АХРР). Один из первых выполнил работы на революционные темы: «Ленин на броневике», «Ленин в Смольном» и др.

## Биография
Василий Вениаминович Хвостенко, график и живописец-монументалист, возродивший технику энкаустики, родился 15 (27) августа 1896 года в слободе Борисовка Грайворонского уезда Курской губернии.
В 1910 году поступил и в 1917 окончил Московское училище живописи, ваяния и зодчества (МУЖВЗ), где его учителями были А. Архипов, В. Бакшеев Н. Касаткин, К. Коровин, А. Корин, С. Малютин, Л. Пастернак и другие известные художники.
С 1918 г. Василой Хвостенко выставляется на многих художественных выставках в РСФСР и за рубежом, в том числе на выставках «Свободное творчество», «Союз русских художников», «Ассоциации художников революционной России».
В 1919—1920 гг. работал декоратором в 1-й армии Туркфронта.
В 1920 г. В. Хвостенко был командирован в Главполитпросвет, где работал в «Окнах РОСТА» вместе с В. Маяковским, Н. Денисовским, М. Черемныхом.
В 1930-х выполнил большую серию графических рисунков, посвященную строительству угольных шахт и заводов на Урале.
В 1941—1945 гг. пишет картины на тему «Великая Отечественная война».
В 1950-х работает над политическими плакатами.
Наряду с этим В. Хвостенко уделял большое внимание изучению техники энкаустики, которой он широко пользовался для воплощения своих творческих замыслов.
Работы В.Хвостенко находятся в экспозициях Государственной Третьяковской галереи, музея г. Баку, Художественной картинной галереи г. Кемерово, Государственного историко-краеведческого музея г. Борисовка, Российской государственной библиотеки и др.
Умер Василий Вениаминович Хвостенко в Москве в 1960 г. Похоронен в д. Конев-Бор.

## Избранные работы
- Сестры. 1919. Холст, масло. 59х79
- Больше металла, больше машин. 1920. Дерево, темпера. 16х12.5
- Портрет мальчика. 1925. Холст, масло. 63х52
- Автопортрет. 1927. Х. М. 54х65
- Ленин на броневике. 1927
- Графические работы, посвященные строительству угольных шахт и заводов на Урале. 1930—1935 годы
- Панно в зале «Культура» ВДНХ. 1938. Холст, масло. 135х100
- Плодородие. 1940. Камень, энкаустика. 42х80
- «Великая Отечественная война». 1941—1945, серия картин
- «Наши пришли»

## Премии
- «Большая премия» —Всемирная выставка декоративного искусства, Париж, 1927

## Выставки
- 1918 — VII Выставка картин и скульптуры общества художников «Свободное творчество», Москва
- 1922 — Выставка этюдов, эскизов, рисунков и графики из жизни и быта РККА (АХРР), Москва
- 1923 — Выставка картин общества художников московской школы, Москва[3]
- 1924 — VI выставка картин и скульптуры АХРР «Революция, быт и труд», Москва[4].
- 1925 — Международная выставка художественно-декоративных искусств, Выставка за границей
- 1925 — VII Выставка Ассоциации художников Революционной России, «Революция, быт и труд», Москва[5].
- 1926 — VIII Выставка АХРР „Жизнь и быт народов СССР“, Москва, Ленинград[6].
- 1929 — Выставка художников АХРР — отдел изобразительного искусства на художественно-промышленной выставке, Выставка за границей
- 1929 — XI Выставка АХРР „Искусство в массы“, Москва
- 1931 — XXI Выставка картин, посвящённая Героям труда, ударникам соцстроительства и третьему, решающему году пятилетки, Авт. Респ., края и области РСФСР
- 1933 — Оборонная выставка ОСОАВИАХИМа, посвящённая XV годовщине Красной Армии (Живопись, графика, скульптура), Москва[7].
- 1934 — Отчётная выставка произведений художников, командированных СовНарКомом РСФСР, НарКомПросом, „ВсеКоХудожником“ и МосСХ по СССР в 1933 году», Москва
- 1935 — Весенняя выставка московских живописцев, Москва
- 1935 — Художественная выставка «15 лет РККА», Украинская ССР
- 1936 — Выставка картин московских художников, Украинская ССР
- 1938 — Художественная выставка живописи, графики, скульптуры московских художников, Авт. Респ., края и области РСФСР
- 1938 — Выставка живописи, скульптуры и графики художников-контрактантов 1937 ГОДА, Москва[8]
- 1939 — VI выставка Союза московских художников, Москва[9]
- 1940 — Передвижная выставка произведений московских и ленинградских художников по городам Поволжья
- 1941 — Выставка лучших произведений советских художников, Москва, Третьяковская галерея[10]
- 1942 — Работы московских художников в дни Великой Отечественной войны, Москва, ГМИИ им. А. С. Пушкина[11]
- 1943 — Урал в изобразительном искусстве, Авт. Респ., края и области РСФСР
- 1944 — Художественная выставка «Урал — Кузница оружия», Авт. Респ., края и области РСФСР
- 1945 — Выставка художественных произведений к конференции Академии Наук СССР по изучению производительных сил Молотовской области, Авт. Респ., края и области РСФСР
- 1946 — Художественная выставка, Выставка за границей
- 1946 — Всесоюзная художественная выставка, Москва, Третьяковская галерея[12]
- 1947 — Весенняя выставка произведений московских живописцев и скульпторов, Москва
- 1948 — Выставка произведений живописи и графики советских художников, Авт. Респ., края и области РСФСР
- 1948 — Художественная выставка «30 лет советских Вооружённых Сил. 1918—1948», Москва, Государственный музей изобразительных искусств им. А. С. Пушкина[13]
- 1949 — Передвижная выставка советской живописи и графики, Авт. Респ., края и области РСФСР
- 1949 — Всесоюзная художественная выставка 1949 года, Москва, Третьяковская галерея[14]
- 1950 — Всесоюзная художественная выставка 1950 года, Москва, Третьяковская галерея[15]
- 1953 — Весенняя выставка живописи московских художников, Москва
- 1955 — Выставка декоративных искусств, Москва
- 1957 — Выставка живописи, скульптуры, графики к Первому Всесоюзному съезду советских художников, Москва[16].

## Интересные факты
- В 1949 году Издательство «Советский художник» выпустило Почтовую открытку с репродукцией картины Василия Хвостенко «Наши пришли».

## Из воспоминаний современников
- Татьяна Хвостенко: «…Я начинала не на пустом месте. Мой отец — Василий Вениаминович Хвостенко — художник и исследователь, разработавший технологию и приемы современной энкаустики. Благодаря его работам энкаустика из былого „утруждающего вида живописи“, как писал о ней Плиний, превратилась в удобную, доступную для каждого художника технику. Приоритет В. В. Хвостенко в разработке энкаустики официально закреплен в авторских свидетельствах, а главное — в его творчестве. Потомственный русский живописец (его прадед, дед и отец были иконописцами), возродивший древнее искусство энкаустики — живопись восковыми красками,— предопределил круг моих интересов и изысканий. Мы работали с ним бок о бок в течение долгого времени»[17].

## Семья
- Отец — Вениамин Хвостенко, иконописец и музыкант
- Мать — Пелагея Ивановна Хвостенко
- Жена — Александра Яковлевна Войтинская-Хвостенко. Окончила высшие женские курсы в Санкт-Петербурге (Бестужевские курсы)
- Брат — Александр (1895—1967) — российский и украинский советский художник — авангардист и дизайнер. Лауреат Сталинской премии второй степени (1949).
- Брат — Владимир (1899—1979) — музыкальный теоретик, педагог, библиограф
- Брат — Михаил (1902—1976) — мастер художественного текстиля.
  - Дочь — Татьяна (1928—2005) — художник, реставратор, член Союза художников России, автор ряда книг (в том числе двухтомника «Вечера на Масловке близ Динамо»). Участница различных международных, всесоюзных и республиканских выставок. Похоронена в д. Конев-Бор[18].
    - Внучка — Мария Менделеева (1962) — дизайнер-архитектор[19].

- «Вечера на Масловке близ Динамо». — М.: Олимпия Press, 2003. — ISBN 5-94299-021-2. — двухтомник с воспоминаниями художника и реставратора Татьяны Васильевны Хвостенко.
- Хвостенко Т. В. Энкаустика: Искусство, пережившее тысячелетия. — М.: Олимпия Пресс, 2005. — 808 с. — 1000 экз. — ISBN 5-94299-061-1.
- Знаменитые земляки. Династия Хвостенко / И. В. Сургучева; Под общ. ред. В. В. Горошникова. — Рыбинск: Медиарост, 2019. — 48с.: ил. — (Библиотека белгородской семьи)